# 瓦洛迪·韋伯
恩斯特·希亞爾馬爾·瓦洛迪·韋伯（瑞典語：Ernst Hjalmar Waloddi Weibull，1887年6月18日—1979年10月12日）是一名瑞典土木工程師、材料學家和應用數學家。韋伯分布以他的名字命名。

## 職業生涯
1905年，韋伯加入瑞典海岸警衛隊，成為見習軍官。1907年，他晉升為少尉，1916年晉升為上尉，1940年晉升為少校。在海岸警衛隊服役期間，他在皇家理工學院學習課程。1924年，他畢業並成為正教授。他於1932年獲得烏普薩拉大學博士學位。他曾受聘於瑞典和德國工業界，擔任顧問工程師。
1914年，韋伯乘坐信天翁號科考船前往地中海、加勒比海和太平洋考察時，寫下第一篇關於爆炸波傳播的論文。他開發了使用炸藥確定海底沉積物類型及其厚度的技術。這項技術至今仍用於近海石油鑽探。

## 研究貢獻
1939年，韋伯在機率論與統計學上發表了關於韋伯分布的論文。1941年，他獲得武器生產商波佛斯公司授予的斯德哥爾摩皇家理工學院工程物理學個人研究教授職位。
韋伯爾發表了許多關於材料強度、疲勞、固體斷裂、軸承的論文，並於1961年出版了一本關於疲勞分析的書，其中27篇論文是向威爾伯·萊特機場的美國空軍提交的有關韋伯分析的報告。
1951年，他向美國機械工程師學會（ASME）交了關於韋伯分布的論文，其中使用了七個案例研究。

## 榮譽
1972年，韋伯獲得ASME金質獎章。1978年，瑞典國王卡爾十六世·古斯塔夫親自向他頒發瑞典皇家工程科學院大金獎。

## 個人生活
韋伯出身於一個與斯堪尼有著深厚淵源的家族。他是歷史學家勞瑞茲·韋伯、卡爾·古斯塔夫·韋伯（Carl Gustaf Weibull）和科特·韋伯兄弟的堂兄。韋伯於1979年10月12日在法國安錫逝世，享年92歲。

## 外部連結
- Weibull Distribution （页面存档备份，存于）
- A photograph of Weibull （页面存档备份，存于） on the Portraits of Statisticians （页面存档备份，存于） page.